# Lijst van Belgische ministers van Buitenlandse Zaken
Dit is een lijst van ministers van Buitenlandse Zaken en Europese Zaken in de Belgische federale regering. 

## Lijst

### Buitenlandse Zaken
| Nr.   | Minister | Minister                                       | Partij | Partij            | Begin             | Einde             | Regering(en)                                                                                             |
| ----- | -------- | ---------------------------------------------- | ------ | ----------------- | ----------------- | ----------------- | --- |
| 1     |          | Sylvain Van de Weyer (1802-1874)               |        | Liberalen         | 26 februari 1831  | 27 maart 1831     | Goblet                                                                                                   |
| 2     |          | Joseph Lebeau (1794-1865)                      |        | Liberalen         | 27 maart 1831     | 10 juli 1831      | De Sauvage                                                                                               |
| [ 1 ] |          | Etienne de Sauvage (1789-1867)                 |        | Liberalen         | 10 juli 1831      | 24 juli 1831      | De Sauvage                                                                                               |
| 3     |          | Felix de Mûelenaere (1793-1862)                |        | Katholieken       | 24 juli 1831      | 12 november 1831  | De Mûelenaere                                                                                            |
| [ 1 ] |          | Felix de Mûelenaere (1793-1862)                |        | Katholieken       | 12 november 1831  | 17 september 1832 | De Mûelenaere                                                                                            |
| [ 1 ] |          | Albert Goblet d'Alviella (1790-1873)           |        | Liberalen         | 17 september 1832 | 27 december 1833  | De Mûelenaere Goblet-Lebeau                                                                              |
| [ 1 ] |          | Félix de Mérode (1791-1857)                    |        | Katholieken       | 27 december 1833  | 4 augustus 1834   | Goblet-Lebeau                                                                                            |
| (3)   |          | Felix de Mûelenaere (1793-1862)                |        | Katholieken       | 4 augustus 1834   | 13 december 1836  | De Theux de Meylandt I                                                                                   |
| [ 1 ] |          | Barthélemy de Theux de Meylandt (1794-1874)    |        | Katholieken       | 13 december 1836  | 13 januari 1837   | De Theux de Meylandt I                                                                                   |
| 4     |          | Barthélemy de Theux de Meylandt (1794-1874)    |        | Katholieken       | 13 januari 1837   | 18 april 1840     | De Theux de Meylandt I                                                                                   |
| (2)   |          | Joseph Lebeau (1794-1865)                      |        | Liberalen         | 18 april 1840     | 13 april 1841     | Lebeau                                                                                                   |
| (3)   |          | Felix de Mûelenaere (1793-1862)                |        | Katholieken       | 13 april 1841     | 5 augustus 1841   | De Mûelenaere-Nothomb                                                                                    |
| 5     |          | Camille de Briey (1799-1877)                   |        | Katholieken       | 5 augustus 1841   | 16 april 1843     | De Mûelenaere-Nothomb                                                                                    |
| 6     |          | Albert Goblet d'Alviella (1790-1873)           |        | Liberalen         | 16 april 1843     | 30 juli 1845      | Nothomb                                                                                                  |
| 7     |          | Adolphe Dechamps (1807-1875)                   |        | Katholieken       | 30 juli 1845      | 12 augustus 1847  | Van de Weyer De Theux de Meylandt II                                                                     |
| 8     |          | Constant-Ernest d'Hoffschmidt (1804-1873)      |        | Liberale Partij   | 12 augustus 1847  | 31 oktober 1852   | Rogier I                                                                                                 |
| 9     |          | Henri de Brouckère (1801-1891)                 |        | Liberale Partij   | 31 oktober 1852   | 30 maart 1855     | De Brouckère                                                                                             |
| 10    |          | Charles Vilain XIIII (1803-1878)               |        | Katholieken       | 30 maart 1855     | 9 november 1857   | De Decker                                                                                                |
| 11    |          | Adolphe de Vrière (1806-1885)                  |        | Liberale Partij   | 9 november 1857   | 26 oktober 1861   | Rogier II                                                                                                |
| 12    |          | Charles Rogier (1800-1885)                     |        | Liberale Partij   | 26 oktober 1861   | 3 januari 1868    | Rogier II                                                                                                |
| 13    |          | Jules Vander Stichelen (1822-1880)             |        | Liberale Partij   | 3 januari 1868    | 2 juli 1870       | Frère-Orban I                                                                                            |
| 14    |          | Jules Joseph d'Anethan (1803-1888)             |        | Katholieke Partij | 2 juli 1870       | 7 december 1871   | D'Anethan                                                                                                |
| 15    |          | Guillaume d'Aspremont Lynden (1815-1889)       |        | Katholieke Partij | 7 december 1871   | 19 juni 1878      | De Theux-Malou                                                                                           |
| 16    |          | Walthère Frère-Orban (1812-1896)               |        | Liberale Partij   | 19 juni 1878      | 16 juni 1884      | Frère-Orban II                                                                                           |
| 17    |          | Alphonse de Moreau (1840-1911)                 |        | Katholieke Partij | 16 juni 1884      | 26 oktober 1884   | Malou |
| 18    |          | Joseph de Riquet de Caraman-Chimay (1836-1892) |        | Katholieke Partij | 26 oktober 1884   | 29 maart 1892     | Beernaert                                                                                                |
| [ 1 ] |          | August Beernaert (1829-1912)                   |        | Katholieke Partij | 29 maart 1892     | 31 oktober 1892   | Beernaert                                                                                                |
| 19    |          | Henri de Merode-Westerloo (1856-1908)          |        | Katholieke Partij | 31 oktober 1892   | 25 mei 1895       | Beernaert en De Burlet                                                                                   |
| 20    |          | Jules de Burlet (1844-1897)                    |        | Katholieke Partij | 25 mei 1895       | 25 februari 1896  | De Burlet                                                                                                |
| 21    |          | Paul de Favereau (1856-1922)                   |        | Katholieke Partij | 25 februari 1896  | 2 mei 1907        | De Smet de Naeyer I, Vandenpeereboom en De Smet de Naeyer II                                             |
| 22    |          | Julien Davignon (1854-1916)                    |        | Katholieke Partij | 2 mei 1907        | 18 januari 1916   | De Trooz, Schollaert en De Broqueville I                                                                 |
| 23    |          | Eugène Beyens (1855-1934)                      |        | Katholieke Partij | 18 januari 1916   | 4 augustus 1917   | De Broqueville II                                                                                        |
| 24    |          | Charles de Broqueville (1860-1940)             |        | Katholieke Partij | 4 augustus 1917   | 1 januari 1918    | De Broqueville II                                                                                        |
| 25    |          | Paul Hymans (1865-1941)                        |        | Liberale Partij   | 1 januari 1918    | 28 augustus 1920  | De Broqueville II, Cooreman, Delacroix I en II                                                           |
| [ 1 ] |          | Léon Delacroix (1867-1929)                     |        | Katholieke Partij | 28 augustus 1920  | 20 november 1920  | Delacroix II                                                                                             |
| 26    |          | Henri Jaspar (1870-1939)                       |        | Katholieke Partij | 20 november 1920  | 11 maart 1924     | Carton de Wiart, Theunis I en II                                                                         |
| (25)  |          | Paul Hymans (1865-1941)                        |        | Liberale Partij   | 11 maart 1924     | 13 mei 1925       | Theunis III                                                                                              |
| [ 1 ] |          | Albéric Ruzette (1866-1929)                    |        | Katholieke Partij | 13 mei 1925       | 17 juni 1925      | Van de Vyvere                                                                                            |
| 27    |          | Emile Vandervelde (1866-1938)                  |        | BWP               | 17 juni 1925      | 22 november 1927  | Poullet en Jaspar I                                                                                      |
| (25)  |          | Paul Hymans (1865-1941)                        |        | Liberale Partij   | 22 november 1927  | 12 juni 1934      | Jaspar II en III, Renkin I en II, De Broqueville III en De Broqueville IV                                |
| (30)  |          | Henri Jaspar (1870-1939)                       |        | Katholieke Unie   | 12 juni 1934      | 20 november 1934  | De Broqueville V                                                                                         |
| (28)  |          | Paul Hymans (1865-1941)                        |        | Liberale Partij   | 20 november 1934  | 25 maart 1935     | Theunis IV                                                                                               |
| 33    |          | Paul van Zeeland (1893-1973)                   |        | Katholieke Unie   | 25 maart 1935     | 13 juni 1936      | Van Zeeland I                                                                                            |
| 34    |          | Paul-Henri Spaak (1899-1972)                   |        | BWP               | 13 juni 1936      | 21 januari 1939   | Van Zeeland II, Janson en Spaak I                                                                        |
| 35    |          | Paul-Emile Janson (1872-1944)                  |        | Liberale Partij   | 21 januari 1939   | 22 februari 1939  | Spaak I                                                                                                  |
| 36    |          | Eugène Soudan (1880-1960)                      |        | BWP               | 22 februari 1939  | 18 april 1939     | Pierlot I                                                                                                |
| 37    |          | Hubert Pierlot (1883-1963)                     |        | Katholiek Blok    | 18 april 1939     | 3 september 1939  | Pierlot II                                                                                               |
| (34)  |          | Paul-Henri Spaak (1899-1972)                   |        | BWP               | 3 september 1939  | 11 augustus 1949  | Pierlot III, IV, V, VI en VII, Van Acker I, II, Spaak II, Van Acker III, Huysmans, Spaak III en Spaak IV |
| (33)  |          | Paul van Zeeland (1893-1973)                   |        | PSC               | 11 augustus 1949  | 23 april 1954     | G. Eyskens I, Duvieusart, Pholien en Van Houtte                                                          |
| (34)  |          | Paul-Henri Spaak (1899-1972)                   |        | PSB               | 23 april 1954     | 13 mei 1957       | Van Acker IV                                                                                             |
| 38    |          | Victor Larock (1904-1977)                      |        | PSB               | 13 mei 1957       | 26 juni 1958      | Van Acker IV                                                                                             |
| 39    |          | Pierre Wigny (1905-1986)                       |        | PSC               | 26 juni 1958      | 25 april 1961     | G. Eyskens II en III                                                                                     |
| (34)  |          | Paul-Henri Spaak (1899-1972)                   |        | PSB               | 25 april 1961     | 19 maart 1966     | Lefèvre en Harmel                                                                                        |
| A     |          | Hendrik Fayat (1908-1997)                      |        | BSP               | 25 april 1961     | 28 juli 1965      | Lefèvre                                                                                                  |
| 40    |          | Pierre Harmel (1911-2009)                      |        | PSC               | 19 maart 1966     | 26 januari 1973   | Vanden Boeynants I, G. Eyskens IV en V                                                                   |
| 41    |          | Renaat Van Elslande (1916-2000)                |        | CVP               | 26 januari 1973   | 3 juni 1977       | Leburton, Tindemans I, II en III                                                                         |
| 42    |          | Henri Simonet (1931-1996)                      |        | PSB               | 3 juni 1977       | 18 mei 1980       | Tindemans IV, Vanden Boeynants II, Martens I, II                                                         |
| 43    |          | Charles-Ferdinand Nothomb (1936-2023)          |        | PSC               | 18 mei 1980       | 17 december 1981  | Martens III en IV en M. Eyskens                                                                          |
| 44    |          | Leo Tindemans (1922-2014)                      |        | CVP               | 17 december 1981  | 19 juni 1989      | Martens V, VI, VII en VIII                                                                               |
| 45    |          | Mark Eyskens (1933)                            |        | CVP               | 19 juni 1989      | 7 maart 1992      | Martens VIII en IX                                                                                       |
| 46    |          | Willy Claes (1938)                             |        | SP                | 7 maart 1992      | 10 oktober 1994   | Dehaene I                                                                                                |
| 47    |          | Frank Vandenbroucke (1955)                     |        | SP                | 10 oktober 1994   | 22 maart 1995     | Dehaene I                                                                                                |
| 48    |          | Erik Derycke (1949)                            |        | SP                | 22 maart 1995     | 12 juli 1999      | Dehaene I en Dehaene II                                                                                  |
| 49    |          | Louis Michel (1947)                            |        | PRL               | 12 juli 1999      | 20 juli 2004      | Verhofstadt I en II                                                                                      |
| 50    |          | Karel De Gucht (1954)                          |        | VLD               | 20 juli 2004      | 17 juli 2009      | Verhofstadt II, Verhofstadt III, Leterme I, Van Rompuy                                                   |
| 51    |          | Yves Leterme (1960)                            |        | CD&V              | 17 juli 2009      | 25 november 2009  | Van Rompuy                                                                                               |
| 52    |          | Steven Vanackere (1964)                        |        | CD&V              | 25 november 2009  | 6 december 2011   | Leterme II                                                                                               |
| 53    |          | Didier Reynders (1958)                         |        | MR                | 6 december 2011   | 30 november 2019  | Di Rupo, Michel I, II, Wilmès                                                                            |
| 54    |          | Philippe Goffin (1967)                         |        | MR                | 30 november 2019  | 1 oktober 2020    | Wilmès I, Wilmès II                                                                                      |
| 55    |          | Sophie Wilmès (1975)                           |        | MR                | 1 oktober 2020    | 15 juli 2022      | De Croo                                                                                                  |
| [ 1 ] |          | Alexander De Croo (1975)                       |        | Open Vld          | 22 april 2022     | 15 juli 2022      | De Croo                                                                                                  |
| 56    |          | Hadja Lahbib (1970)                            |        | MR                | 15 juli 2022      | 1 december 2024   | De Croo                                                                                                  |
| 57    |          | Bernard Quintin (1971)                         |        | MR                | 2 december 2024   | 3 februari 2025   | De Croo                                                                                                  |
| 58    |          | Maxime Prévot (1978)                           |        | Les Engagés       | 3 februari 2025   | heden             | De Wever                                                                                                 |

### Europese Zaken
| Nr.                                       | Minister | Minister                        | Partij | Partij      | Begin            | Einde            | Regering(en)                        | Bevoegdheid |
| ----------------------------------------- | -------- | ------------------------------- | ------ | ----------- | ---------------- | ---------------- | ----------------------------------- | --- |
| 1                                         |          | Hendrik Fayat (1908-1997)       |        | BSP         | 28 juli 1965     | 19 maart 1966    | Harmel                              | Minister-staatssecretaris voor Europese Zaken |
| 2                                         |          | Renaat Van Elslande (1916-2000) |        | CVP         | 19 maart 1966    | 17 juni 1968     | Vanden Boeynants I                  | Minister van Europese Zaken |
| vacant (17 juni 1968 - 17 december 1981)  |          |                                 |        |             |                  |                  |                                     | |
| 3                                         |          | Paul De Keersmaeker (1929-2022) |        | CVP         | 17 december 1981 | 7 maart 1992     | Martens V, VI, VII, VIII en IX      | Staatssecretaris voor Europese Zaken |
| 4                                         |          | Anne-Marie Lizin (1949-2015)    |        | PS          | 9 mei 1988       | 7 maart 1992     | Martens VIII en IX                  | Staatssecretaris voor Europa 1992 |
| 5                                         |          | Robert Urbain (1930-2018)       |        | PS          | 7 maart 1992     | 23 juni 1995     | Dehaene I                           | Minister van Europese Zaken |
| vacant (23 juni 1995 - 12 juli 2003)      |          |                                 |        |             |                  |                  |                                     | |
| 6                                         |          | Jacques Simonet (1963-2007)     |        | MR          | 12 juli 2003     | 12 februari 2004 | Verhofstadt II                      | Staatssecretaris voor Europese Zaken |
| 7                                         |          | Frédérique Ries (1959)          |        | MR          | 12 februari 2004 | 20 juli 2004     | Verhofstadt II                      | Staatssecretaris voor Europese Zaken |
| 8                                         |          | Didier Donfut (1956)            |        | PS          | 20 juli 2004     | 21 december 2007 | Verhofstadt II                      | Staatssecretaris voor Europese Zaken (tot 20 juli 2007) Minister belast met Europese Zaken (vanaf 20 juli 2007) |
| vacant (21 december 2007 - 20 maart 2008) |          |                                 |        |             |                  |                  |                                     | |
| 9                                         |          | Olivier Chastel (1964)          |        | MR          | 20 maart 2008    | 6 december 2011  | Leterme I, Van Rompuy en Leterme II | Staatssecretaris voor de Voorbereiding van het Europese Voorzitterschap (tot 17 juli 2009) Staatssecretaris voor Europese Zaken (van 17 juli 2009 tot 14 februari 2011) Minister belast met Europese Zaken (vanaf 14 februari 2011) |
| 10                                        |          | Didier Reynders (1958)          |        | MR          | 6 december 2011  | 30 november 2019 | Di Rupo, Michel I, II, Wilmès       | Minister van Europese Zaken |
| 11                                        |          | Koen Geens (1958)               |        | CD&V        | 30 november 2019 | 1 oktober 2020   | Wilmès I en II                      | Minister van Europese Zaken |
| 12                                        |          | Sophie Wilmès (1975)            |        | MR          | 1 oktober 2020   | 15 juli 2022     | De Croo                             | Minister van Europese Zaken |
| [ 1 ]                                     |          | Alexander De Croo (1975)        |        | Open Vld    | 22 april 2022    | 15 juli 2022     | De Croo                             | Waarnemend minister van Europese Zaken |
| 13                                        |          | Hadja Lahbib (1970)             |        | MR          | 15 juli 2022     | 1 december 2024  | De Croo                             | Minister van Europese Zaken |
| 14                                        |          | Bernard Quintin (1971)          |        | MR          | 2 december 2024  | 3 februari 2025  | De Croo                             | Minister van Europese Zaken |
| 15                                        |          | Maxime Prévot (1978)            |        | Les Engagés | 3 februari 2025  | heden            | De Wever                            | Minister van Europese Zaken |